# Cot Seuleupom
Cot Seuleupom är ett berg i Indonesien.   Det ligger i provinsen Aceh, i den västra delen av landet, 1 800 km nordväst om huvudstaden Jakarta. Toppen på Cot Seuleupom är 724 meter över havet.
Terrängen runt Cot Seuleupom är varierad.Runt Cot Seuleupom är det ganska glesbefolkat, med 34 invånare per kvadratkilometer. I omgivningarna runt Cot Seuleupom växer i huvudsak städsegrön lövskog.